# Genlisea lobata
Genlisea lobata es una planta del género Genlisea nativa de Brasil.